# Ꚙ
"Doble O" ⟨Ꚙ ꚙ⟩ es una letra del alfabeto cirílico. Se encontró en manuscritos escritos en antiguo eslavo eclesiástico, donde es utilizado en sitio de ⟨О⟩ en: двꚙе "dos"' ꚙбо "ambos"' ꚙбанадесять "doce"' y двꚙюнадесять "doce". La "doble O" cirílica se ve similar a la ligatura doble-o del alfabeto latino: ⟨ꝏ⟩.

## Códigos de computación
| Caracter                    | Ꚙ                                | Ꚙ                                | ꚙ                              | ꚙ                              |
| --------------------------- | -------------------------------- | -------------------------------- | ------------------------------ | ------------------------------ |
| Nombre unicode              | CYRILLIC CAPITAL LETTER DOUBLE O | CYRILLIC CAPITAL LETTER DOUBLE O | CYRILLIC SMALL LETTER DOUBLE O | CYRILLIC SMALL LETTER DOUBLE O |
| Codificaciones              | Decimal                          | hex                              | dec                            | hex                            |
| Unicode                     | 42648                            | U+A698                           | 42649                          | U+A699                         |
| UTF-8                       | 234 154 152                      | EA 9A 98                         | 234 154 153                    | EA 9A 99                       |
| Numeric character reference | &#42648;                         | &#xA698;                         | &#42649;                       | &#xA699;                       |